# Amadeus III. (Genf)
Amadeus III. (* 29. März 1311; † 1367) war ein Graf von Genf. Er war ein Sohn des Grafen Wilhelm III. († 1320) und dessen Ehefrau, Agnes von Savoyen. Als Graf von Genf herrschte er über die Provinz Genevois, jedoch nicht über die Stadt Genf. Denn die Stadt Genf unterstand nicht den Grafen, sondern dem Bischof von Genf. Seine Regentschaft stand in engem Zusammenhang mit dem Haus Savoyen, dem seine Mutter entstammte.

## Konflikt mit Savoyen
Am Beginn der langen Regentschaft von Amadeus III. von Genf standen zwei tragische Ereignisse. 1320 wurde der Sitz der Grafen von Genf die Burg Annecy samt der Stadt durch eine Feuersbrunst zerstört. Im November desselben Jahres starb der Vater. Amadeus zog mit seinem Hof für zwei Jahre nach La Roche-sur-Foron, wo bereits früher, nämlich von 1033 bis 1219, die Grafen von Genf residiert hatten und kehrte 1322 nach Annecy zurück. 1325 kämpfte Amadeus mit dem Herrscher der Dauphiné Guigues VIII. (Viennois) in der Schlacht von Varey gegen Eduard von Savoyen. 1326 wurde durch den französischen König Karl IV. ein Ausgleich zwischen beiden Grafen erzielt, weil Karl die Unterstützung beider Adeliger für seine Kämpfe in Flandern suchte. Zum endgültigen Frieden mit Savoyen kam Amadeus mit Aymon von Savoyen genannt der Friedliche, der seinem Bruder Eduard nach dessen Tod im Jahre 1329 als Graf nachfolgte.

## Anbindung an das Kaiserreich
Ab 1360 löste Kaiser Karl IV. die Grafschaften von Genf und Savoyen aus dem Königreich Burgund und integrierte diese direkt ins Heilige Römische Reich. Der Kaiser ermächtigte Amadeus sich in Rechtsstreitigkeiten direkt an ihn zu wenden. Amadeus war ausserdem der erste und einzige Graf von Genf, der das Recht zur Prägung von eigenen Münzen erhielt.

## Nachkommen
1334 heiratete Amadeus Mathilde oder auch Mahaut d'Auvergne, die auch "de Boulogne" genannt wurde. Sie hatten 12 Kinder, allein fünf Söhne folgten dem Vater hintereinander als Grafen von Genf nach.
- Aymon (1334–1367), als Graf Aymon III. (1367–1367)
- Amadeus (–1369), als Graf Amadeus IV. (1367–1369)
- Jan (–1370), als Graf Jan (1369–1370)
- Peter (–1392), als Graf Peter (1370–1392)
- Robert (1342–1394), als Graf (1392–1394), zunächst Bischof von Thérouanne (1353–1368), danach Bischof von Cambrai (1368–1378), wurde Kardinal im Juni 1371 durch Papst Gregor XI., dann selbst Clemens VII. als Gegenpapst in Avignon (20/09/1378-16/09/1394).
- Marie (–1396), heiratete 1361 Jean II de Chalon-Arlay (- 1362), später in zweiter Ehe im Jahre 1366, Humbert VII de Thoire, der als Graf von Genf 1394 nachfolgt.[4]
- Jeanne (–1389), heiratete 1358 Raimund V des Baux, Prinz von Orange.
- Yolande heiratete (vermutlich. 1358/1359) Aymeri VI, Vicomte von Narbonne
- Blanche (–1420), Dame von Frontenay, heiratete 1363 Hugues II de Chalon-Arlay.
- Katharina (–1407), heiratete am 22. September 1380, Amadeus von Piemont. Ihre Tochter
  - Mathilde von Savoyen (1390–1438), heiratete 1417 Ludwig III. (Pfalz) (1378–1436)[5]
- Agnes, wurde Nonne.